# Université nationale du Bangladesh
L'université nationale du Bangladesh est une université située à Gazipur au nord Dhaka en Bangladesh. Elle est créée en 1992. 